# 雅克·卡西尼
雅克·卡西尼（法語：Jacques Cassini，1677年2月18日—1756年4月16日），法国天文学家，天文学家让-多米尼克·卡西尼的儿子。

## 简历
1677年2月18日，卡西尼出生在巴黎天文台，17岁时就被录为法国科学院院士，1696年入选伦敦皇家学会会员，1706年成为法国审计法院一名主稽核员（maître des comptes），到1712年成功在继承了他父亲在天文台的职位。1713年，他仔细测量了敦刻尔克到佩皮尼昂间的经线弧长，并将其结果发表1720年一本标题为《论地球的形体和大小》（Traité de la grandeur et de la figure de la terre ）一书中；他曾在巴黎二次单独计算了经线1度间距离为57097土瓦兹(111.282公里)和57061土瓦兹(111.211公里)，折算出的地球半径长度分别为3271420土瓦兹(6375.998公里)和3269297土瓦兹(6371.860公里)。他和其父亲一样，由于不承认万有引力定律，因而错误地认为地球的赤道半径小于极半径。
他还撰写了《天文学原理》；1716年发表了第一份土星卫星星表。1756年4月16日，他在法国克莱蒙附近的图里去世，
小行星24102 雅克卡西尼就是以他的名字命名的。
雅克·卡西尼娶了苏珊·弗朗索瓦·沙尔庞捷·德·沙尔穆瓦（ Suzanne Françoise Charpentier de Charmois）为妻，他们的次子是天文学家塞萨尔-弗朗索瓦·卡西尼·图里（卡西尼三世）。

## 备注
1. ↑  《论地球的形体和大小》, 雅克·卡西尼, 1723. pp.182-3 & pp.302

- 本条目包含来自公有领域出版物的文本: Chisholm, Hugh (编). .  (第11版). London: Cambridge University Press. 1911.